# Villa gallo-romaine de Nymfius
La villa gallo-romaine de Nymfius à Arnesp, commune de Valentine (Haute-Garonne), date de l'époque constantinienne (IVe siècle). On connait le nom de son propriétaire par son épitaphe conservée au Musée Saint-Raymond de Toulouse : il s'appelait Nymfius.

## Localisation
Cette villa fut construite sur la terrasse dominant le lit mineur de la Garonne, à l'abri des inondations. 
On accédait à la villa par une voie qui la reliait à la voie romaine principale qui longeait les collines pyrénéennes par Valentine et Labarthe-Rivière. Des vestiges de cette voie romaine ont été retrouvés sur le site, sous le chemin vicinal actuel. On a retrouvé sur le site un milliaire d'époque constantinienne.

## Caractéristiques
Des matériaux locaux ont été utilisés pour la construction : gros cailloux roulés de la Garonne, moellons de calcaire, blocs de marbres. Les marbres (pilastres, lambris, dallages) sont essentiellement des marbres de Saint-Béat.
La villa, construite sur un seul niveau, couvrait une grande superficie : 160 mètres du sud au nord et 90 mètres d'est en ouest. Une façade monumentale avec un portique et deux postes de garde permettait d'accéder au domaine. Cette façade donnait accès à une cour d'honneur de 52 mètres de long sur 21,50 mètres de large, bordée de portiques à piliers de bois et fermée au nord par une galerie ornée d'une abside semi-circulaire à chacune de ses extrémités. Cette galerie monumentale commandait l'ensemble des éléments de prestige de la villa.

### Le nymphée
Dans l'axe du monument se trouvait un grand bassin semi-circulaire revêtu de marbre, le nymphée, bordé d'un promenoir à colonnes (largeur 14,20 mètres, rayon 9,50 mètres, profondeur 1,20 mètre). Le nymphée pouvait servir aussi de réserve d'eau pour éteindre les incendies.

### Les bâtiments d'habitation
À l'arrière se trouvait une grande salle carrée, de 9,60 mètres de côté, à quatre absides d'angle et probablement couverte d'une coupole qui devait servir de salon de réception avec les deux salles rectangulaires qui l'encadraient. Le corps du logis de la villa s'organisait autour d'une cour centrale carrée de 23,50 mètres de côté, entourée d'un péristyle, qui permettait la desserte de l'ensemble. À l'ouest se trouvaient les pièces de service et les logements des domestiques, une citerne et un vivier à huîtres, à l'est, les appartements du propriétaires et de sa famille.
L'alimentation en eau était assurée par la récupération des eaux de pluie et par le captage des sources thermales sur le territoire de l'actuel village de Labarthe-Rivière. Un petit aqueduc amenait l'eau du sud à travers la plaine, il traverse toute la cour d'honneur jusqu'au bassin du nymphée.

### Les hypocaustes
Certaines salles de la Villa étaient chauffées par des systèmes d'hypocauste. Trois petites salles ont révélé l'existence de petits hypocaustes à deux rangées de pilettes de briques. Mais une salle, large de 9,65 mètres et longue de 13,95 mètres, disposait d'un grand hypocauste à conduits rayonnants, alimenté par au moins deux foyers. Dans les murs de fond de la salle, des conduits de tirage permettaient l'évacuation de l'air refroidi vers l'extérieur. Le grand hypocauste de la Villa de Valentine est un des plus beaux exemples de ce système de chauffage dans le sud de la Gaule romaine.

### Destructions et fouilles
La construction d'un canal d'amenée des eaux à la petite centrale hydraulique de Valentine (1924) a fait subir au site des dégâts irrémédiables.
La villa gallo-romaine de Valentine, ainsi que le prieuré médiéval d'Arnesp qui lui est attenant, ont été fouillés par Georges Fouet, l'archéologue commingeois qui est par ailleurs le découvreur de la Villa gallo-romaine de Montmaurin.

Inscription de Nymfius au musée Saint-Raymond.